# Пъстроопашат крайбрежен бекас
Пъстроопашатият крайбрежен бекас (Limosa lapponica) е птица от семейство Бекасови. Много рядко се среща и в България по време на миграцията или като зимен посетител.

## Разпространение
Пъстроопашатият крайбрежен бекас гнезди във влажната арктическа тундра и е разпространен от северния край на горската зона на Лапландия, през Евразия до Западна Аляска. Има 5 основни области на размножение:
- северът на Феноскандия, северната част на Бяло море и полуостров Канин;
- от полуостров Ямал до устието на Анабар;
- от устието на Лена до Чаунска губа;
- от Анадирски лиман до южната част Чукотски полуостров;
- северната и западната част на Аляска.

Този бекас е прелетна птица, която зимува на бреговете на Средиземно море, на атлантическото крайбрежие на Африка, на Червено море, на северозападното крайбрежие на Индия, в Австралия и Нова Зеландия.
Тези птици са известни с големите разстояния, които изминават по пътя си към местата за зимуване. Един мъжки пъстроопашат крайбрежен бекас през 2020 г. установява световен рекорд за разстояние на непрекъснат полет сред птиците (12 200 km). Преди това женска от същия вид се смята за рекордьор, прелитайки 11 680 km без спиране. На 25 октомври 2022 г. обаче световният рекорд отново е счупен от петмесечна млада птица. Тя излита от Аляска на 13 октомври и каца в Тасмания на 25 октомври. Бекасът прелита 13 560 km без кацане в рамките на 11 дни и един час.

## Галерия
- Яйце
- Оперение извън размножителния период
- Ято каца в Тасмания – вижда се шарката на опашката
- Възрастни птици в Холандия